# Ганс Фройденталь
Ганс Фройденталь (нід. Hans Freudenthal), (17 вересня 1905, Люкенвальде — 13 жовтня 1990, Утрехт) — німецько-нідерландський математик і педагог, профессор Утрехтского університету, який зробив внесок у алгебричну топологію, філософію, історію та теорію математичної освіти, член Нідерландської королівської академії наук.

## Життєпис
Фройденталь народився в Люкенвальде, землі Бранденбург, 17 вересня 1905 року, в єврейській родині вчителя релігії Йозефа Фройденталя і Ельзбет Ейман.
Ганс Фройденталь відвідував гімназію у своєму місті Люкенвальде, де виявив інтерес до точних предметів, а також мови, літератури та поезії.
З 1923 року вивчав математику в Берлінському університеті.
Там він 1927 року познайомився з Яном Брауером, нідерландським філософом і математиком в галузі топології, теорії множин, коли той приїхав до Берліна читати лекції в університеті. У лютому 1930 року Фройденталь завершив під керівництвом швейцарського математика, спеціаліста з алгебричної топології Гайнца Гопфа дисертаційну роботу на тему: «Über die Enden topologischer Räume und Gruppen» й успішно захистив її в Берлінському університеті. У своїй дипломній роботі, опублікованій як стаття в журналі в 1931 р., Фройденталь ввів поняття кінця топологічного простору. Науковий ступінь офіційно отримав у жовтні 1931 року.
Після захисту дисертації він переїхав до Амстердама, щоб обійняти посаду асистента Брауера в Амстердамському університеті.
З 1937 до 1946 рр. працював викладачем Математичного інституту цього університету (за винятком періоду німецької окупації, коли він мусів переховуватися і працювати в трудовому таборі на будівництві аеропорту в Гавельте).
20 липня 1932 року він одружився з нідерландською вчителькою Сюзанною Луттер. У подружжя було троє синів (Jedidja, Matthijs і Thomas) й дочка (Mirjam).
1946 року він став професором чистої і прикладної математики в Утрехтському університеті (цю кафедру він обіймав до своєї пенсії в 1975 році). Пізніше, частково під впливом своєї дружини, яка була педагогом та ініціатором іноваційної освіти в Нідерландах, Фройденталь зосередився на математичній дидактиці. З цією метою в 1971 році він заснував в Утрехтському університеті Інститут розвитку математичної освіти (IOWO), який став центром знань з математичної освіти на всіх рівнях, особливо в початковій, середній та професійній освіті та проводить дослідження з усіх її аспектів. 1991 року після смерті Фройденталя інститут був перейменований в Інститут Фройденталя.
1968 року Фройденталь заснував журнал «Educational Studies in Mathematics» (ESM), який став одним з кращих журналів у галузі математичної освіти.
У 1970-х роках його одноосібне втручання завадило Нідерландам слідувати світовій тенденції «нової математики». Він трактував математику як людську діяльність, коли студенти повинні відкрити науковий погляд на навколишній світ, математизуючи реальні ситуації, в контексті, який має сенс для учнів. Цей підхід називається реалістичною математичною освітою (RME).
Фройденталь мав широкі знання з різних галузей поза математикою. Наприклад, він вивчав санскрит, був знавцем літератури та поезії, розробив універсальну мову Лінкос для спілкування з можливими позаземними цивілізаціями.

## Наукові здобутки
Основні наукові роботи Фройденталя стосуються алгебричної топології, теорії топологічних груп, алгебри. Досліджував лінійні простори, теорію кілець Александера і Гордона та їх ізоморфізм, топологію груп Лі. Займався матричним численням, теорією ймовірностей та її практичним застосуванням, теорією Галуа. Вивчав класи кілець в гільбертовому просторі, запропонував критерій компактності. Опрацював спосіб представлення простору, як зворотної границі послідовності поліедрів зі шматково-лінійними відображеннями. Досліджував бікомпактні простори. Вивчав історію теорії ймовірностей та математичної статистики.

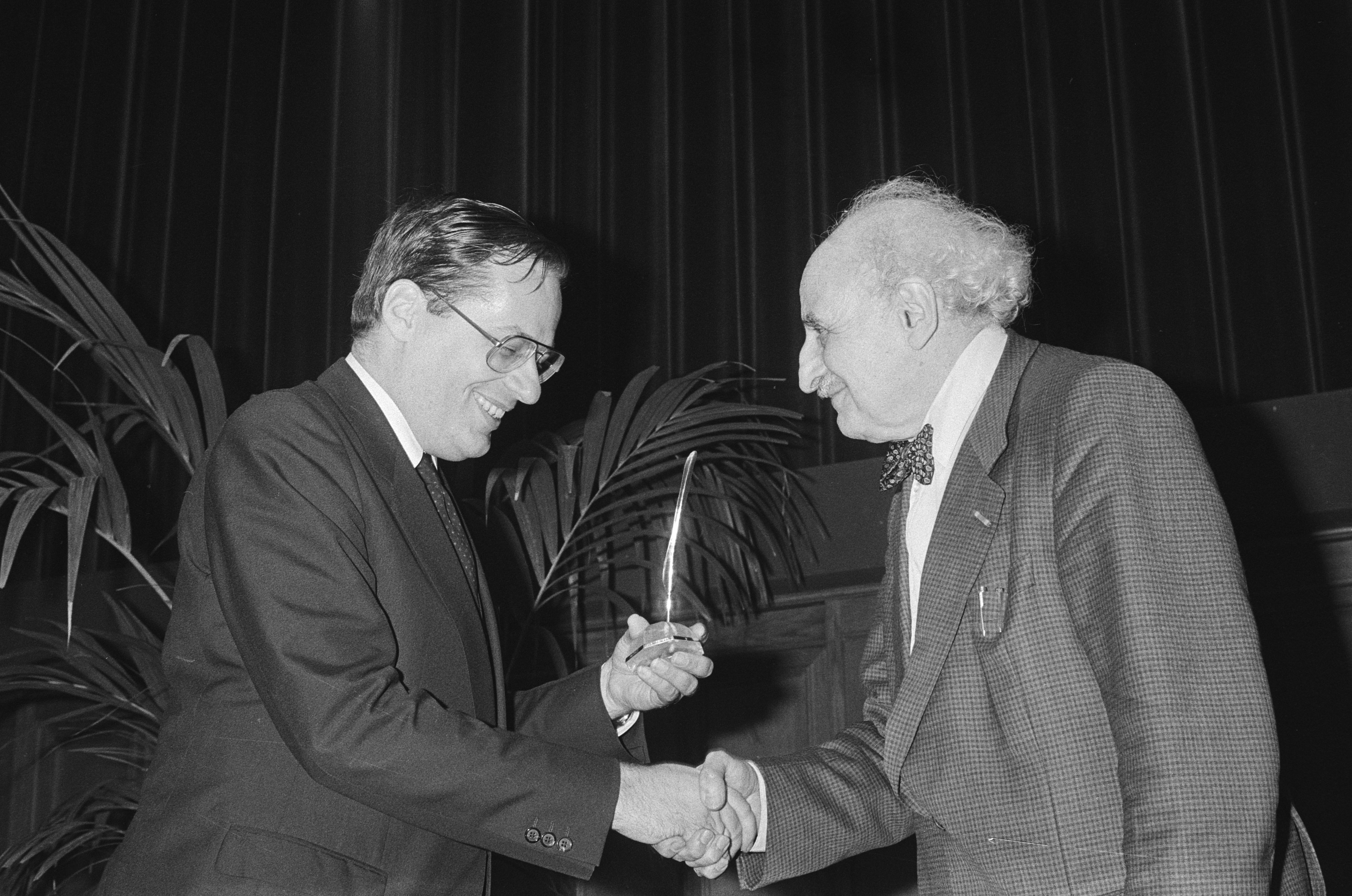
Фройденталь отримує відзнаку «Золоте гусяче перо» з рук міністра освіти Віма Дітмана

## Визнання
1951 році Фройденталь був обраний членом Нідерландської королівської академії наук. Він отримав почесні ступені доктора Берлінського університету імені Гумбольдтів (1960), Фрідріха-Олександра університет Ерлангена—Нюрнберга (1972), Брюссельського вільного університету (1974), Йоркського університету в Торонто (1974) та Амстердамського університету (1977). Він був обраний ректором Утрехтського університету в навчальному році 1963—1964. 1984 року він отримав відзнаку Золоте гусяче перо, — нідерландську культурну премія, яка щорічно вручається особі чи організації за визначний внесок в галузі друкованого слова.
2000 р. Міжнародна комісія з математичних вказівок заснувала на його честь медаль Ганса Фройденталя, яка надається у непарні роки (починаючи з 2003 р.) за видатні досягнення в галузі математичної освіти.
На його честь названий астероїд 9689 Фройденталь.
Ганс Фройденталь помер у віці 85 років на початку осені 1990 р., сидячи на лавці в парку Оог в Ель в місті Утрехт, де він завжди прогулювався вранці.

## Вибрані праці
- Freudenthal, Hans (1931), «Über die Enden topologischer Räume und Gruppen», Mathematische Zeitschrift, 33: 692—713, doi:10.1007/BF01174375, S2CID 120965216, Zbl 0002.05603;
- Freudenthal, Hans (1936), «Teilweise geordnete Moduln» (PDF), Proc. Akad. Wet. Amsterdam (in German), 39: 641—651, Zbl 0014.31302.
- Freudenthal, Hans (1937), «Über die Klassen der Sphärenabbildungen. I. Große Dimensionen», Compositio Mathematica (in German), 5: 299—314, Zbl 0018.17705.
- Freudenthal, Hans (1960), Lincos: design of a language for cosmic intercourse, Studies in logic and the foundations of mathematics, North-Holland Pub. Co..
- Freudenthal, Hans; de Vries, H. (1969), Linear Lie Groups, Pure and Applied Mathematics, 35, New York: Academic Press, MR 0260926.
- Freudenthal, Hans (1972), Mathematics as an Educational Task, Springer, ISBN 9789027702357.
- Freudenthal, Hans (1986), Didactical Phenomenology of Mathematical Structures, Mathematics Education Library, 1, Springer, ISBN 9789027722614.
- Freudenthal, Hans (1991), Revisiting Mathematics Education: China Lectures, Kluwer Academic Publishers, ISBN 0-7923-1299-6.
- Freudenthal, Hans; Freudenthal, Matías (2015), El viaje de Ofantito (in Spanish), Granada (Spain): Esdrújula Ediciones, ISBN 978-84-164850-9-3 [Children's story left unfinished in 1943, completed and translated into Spanish by his son Matijs (Matías)].